# Tragia bahiensis
Tragia bahiensis är en törelväxtart som beskrevs av Johannes Müller Argoviensis. Tragia bahiensis ingår i släktet Tragia och familjen törelväxter. Inga underarter finns listade i Catalogue of Life.